# Brani musicali al numero uno in Finlandia (2010)
Questa è la lista delle canzoni al numero uno in Finlandia nel 2010 secondo la Suomen virallinen lista. L'elenco a sinistra (Suomen virallinen singlelista, "Classifica finlandese ufficiale dei singoli") rappresenta l'elenco dei singoli più venduti sia fisicamente sia online mentre quella a sinistra (Suomen virallinen latauslista, "Classifica finlandese ufficiale del download") rappresenta la classifica dei singoli venduti solamente online.

## Classifica
| Suomen virallinen singlelista | Suomen virallinen singlelista    | Suomen virallinen singlelista     | Suomen virallinen singlelista |  | Suomen virallinen latauslista | Suomen virallinen latauslista    | Suomen virallinen latauslista     | Suomen virallinen latauslista |
| Settimana                     | Canzone                          | Artista/i                         | Nota                          |  | Settimana                     | Canzone                          | Artista/i                         | Nota                          |
| ----------------------------- | -------------------------------- | --------------------------------- | ----------------------------- |  | ----------------------------- | -------------------------------- | --------------------------------- | ----------------------------- |
| Settimana 1 (5 gennaio)       | Bad Romance                      | Lady Gaga                         | [ 1 ]                         |  | Settimana 1                   | Bad Romance                      | Lady Gaga                         | [ 2 ]                         |
| Settimana 2 (12 gennaio)      | Bad Romance                      | Lady Gaga                         | [ 3 ]                         |  | Settimana 2                   | Bad Romance                      | Lady Gaga                         | [ 4 ]                         |
| Settimana 3 (19 gennaio)      | Bad Romance                      | Lady Gaga                         | [ 5 ]                         |  | Settimana 3                   | Bad Romance                      | Lady Gaga                         | [ 6 ]                         |
| Settimana 4 (26 gennaio)      | Bad Romance                      | Lady Gaga                         | [ 7 ]                         |  | Settimana 4                   | Bad Romance                      | Lady Gaga                         | [ 8 ]                         |
| Settimana 5 (2 febbraio)      | Mikä boogie                      | Fintelligens                      | [ 9 ]                         |  | Settimana 5                   | Mikä boogie                      | Fintelligens                      | [ 10 ]                        |
| Settimana 6 (9 febbraio)      | En haluu kuolla tänä yönä        | Jenni Vartiainen                  | [ 11 ]                        |  | Settimana 6                   | En haluu kuolla tänä yönä        | Jenni Vartiainen                  | [ 12 ]                        |
| Settimana 7 (16 febbraio)     | Bad Romance                      | Lady Gaga                         | [ 13 ]                        |  | Settimana 7                   | Bad Romance                      | Lady Gaga                         | [ 14 ]                        |
| Settimana 8 (23 febbraio)     | Mikä boogie                      | Fintelligens                      | [ 15 ]                        |  | Settimana 8                   | Mikä boogie                      | Fintelligens                      | [ 16 ]                        |
| Settimana 9 (2 marzo)         | Jos sä tahdot niin               | Jippu e Samuli Edelmann           | [ 17 ]                        |  | Settimana 9                   | Jos sä tahdot niin               | Jippu e Samuli Edelmann           | [ 18 ]                        |
| Settimana 10 (9 marzo)        | Stereo Love                      | Edward Maya (feat. Vika Jigulina) | [ 19 ]                        |  | Settimana 10                  | Stereo Love                      | Edward Maya (feat. Vika Jigulina) | [ 20 ]                        |
| Settimana 11 (16 marzo)       | Stereo Love                      | Edward Maya (feat. Vika Jigulina) | [ 21 ]                        |  | Settimana 11                  | Stereo Love                      | Edward Maya (feat. Vika Jigulina) | [ 22 ]                        |
| Settimana 12 (23 marzo)       | Best Time of Your Life           | The Giant Leap                    | [ 23 ]                        |  | Settimana 12                  | Best Time of Your Life           | The Giant Leap                    | [ 24 ]                        |
| Settimana 13 (30 marzo)       | Linna Espanjassa                 | Viikate                           | [ 25 ]                        |  | Settimana 13                  | En haluu kuolla tänä yönä        | Jenni Vartiainen                  | [ 26 ]                        |
| Settimana 14 (6 aprile)       | Decade of Darkness               | Before the Dawn                   | [ 27 ]                        |  | Settimana 14                  | En haluu kuolla tänä yönä        | Jenni Vartiainen                  | [ 28 ]                        |
| Settimana 15 (13 aprile)      | Oi beibi 16                      | Raptori                           | [ 29 ]                        |  | Settimana 15                  | Oi beibi 16                      | Raptori                           | [ 30 ]                        |
| Settimana 16 (20 aprile)      | Oi beibi 16                      | Raptori                           | [ 31 ]                        |  | Settimana 16                  | Oi beibi 16                      | Raptori                           | [ 32 ]                        |
| Settimana 17 (27 aprile)      | Stereo Love                      | Edward Maya (feat. Vika Jigulina) | [ 33 ]                        |  | Settimana 17                  | Stereo Love                      | Edward Maya (feat. Vika Jigulina) | [ 34 ]                        |
| Settimana 18 (4 maggio)       | Stereo Love                      | Edward Maya (feat. Vika Jigulina) | [ 35 ]                        |  | Settimana 18                  | Stereo Love                      | Edward Maya (feat. Vika Jigulina) | [ 36 ]                        |
| Settimana 19 (11 maggio)      | Stereo Love                      | Edward Maya (feat. Vika Jigulina) | [ 37 ]                        |  | Settimana 19                  | Stereo Love                      | Edward Maya (feat. Vika Jigulina) | [ 38 ]                        |
| Settimana 20 (18 maggio)      | Stereo Love                      | Edward Maya (feat. Vika Jigulina) | [ 39 ]                        |  | Settimana 20                  | Stereo Love                      | Edward Maya (feat. Vika Jigulina) | [ 40 ]                        |
| Settimana 21 (24 maggio)      | Stereo Love                      | Edward Maya (feat. Vika Jigulina) | [ 41 ]                        |  | Settimana 21                  | Stereo Love                      | Edward Maya (feat. Vika Jigulina) | [ 42 ]                        |
| Settimana 22 (1º giugno)      | Satellite                        | Lena                              | [ 43 ]                        |  | Settimana 22                  | Satellite                        | Lena                              | [ 44 ]                        |
| Settimana 23 (8 giugno)       | Satellite                        | Lena                              | [ 45 ]                        |  | Settimana 23                  | Satellite                        | Lena                              | [ 46 ]                        |
| Settimana 24 (15 giugno)      | Waka Waka (This Time for Africa) | Shakira                           | [ 47 ]                        |  | Settimana 24                  | Waka Waka (This Time for Africa) | Shakira                           | [ 48 ]                        |
| Settimana 25 (22 giugno)      | Alejandro                        | Lady Gaga                         | [ 49 ]                        |  | Settimana 25                  | Alejandro                        | Lady Gaga                         | [ 50 ]                        |
| Settimana 26 (29 giugno)      | Alejandro                        | Lady Gaga                         | [ 51 ]                        |  | Settimana 26                  | Alejandro                        | Lady Gaga                         | [ 52 ]                        |
| Settimana 27 (6 luglio)       | Minä                             | Kymppilinja (feat. Mariska)       | [ 53 ]                        |  | Settimana 27                  | Minä                             | Kymppilinja(feat. Mariska)        | [ 54 ]                        |
| Settimana 28 (13 luglio)      | Alejandro                        | Lady Gaga                         | [ 55 ]                        |  | Settimana 28                  | Alejandro                        | Lady Gaga                         | [ 56 ]                        |
| Settimana 29 (20 luglio)      | Waka Waka (This Time for Africa) | Shakira                           | [ 57 ]                        |  | Settimana 29                  | Waka Waka (This Time for Africa) | Shakira                           | [ 58 ]                        |
| Settimana 30 (27 luglio)      | Alejandro                        | Lady Gaga                         | [ 59 ]                        |  | Settimana 30                  | Alejandro                        | Lady Gaga                         | [ 60 ]                        |
| Settimana 31 (3 agosto)       | Waka Waka (This Time for Africa) | Shakira                           | [ 61 ]                        |  | Settimana 31                  | Waka Waka (This Time for Africa) | Shakira                           | [ 62 ]                        |
| Settimana 32 (10 agosto)      | We No Speak Americano            | Yolanda Be Cool and DCUP          | [ 63 ]                        |  | Settimana 32                  | We No Speak Americano            | Yolanda Be Cool and DCUP          | [ 64 ]                        |
| Settimana 33 (17 agosto)      | Jippikayjei                      | Cheek                             | [ 65 ]                        |  | Settimana 33                  | Jippikayjei                      | Cheek                             | [ 66 ]                        |
| Settimana 34 (24 agosto)      | Love the Way You Lie             | Eminem (feat. Rihanna)            | [ 67 ]                        |  | Settimana 34                  | Love the Way You Lie             | Eminem (feat. Rihanna)            | [ 68 ]                        |
| Settimana 35 (31 agosto)      | Love the Way You Lie             | Eminem (feat. Rihanna)            | [ 69 ]                        |  | Settimana 35                  | Love the Way You Lie             | Eminem (feat. Rihanna)            | [ 70 ]                        |
| Settimana 36 (7 settembre)    | Juurta jaksain                   | Mokoma                            | [ 71 ]                        |  | Settimana 36                  | Love the Way You Lie             | Eminem (feat. Rihanna)            | [ 72 ]                        |
| Settimana 37 (14 settembre)   | Love the Way You Lie             | Eminem (feat. Rihanna)            | [ 73 ]                        |  | Settimana 37                  | Love the Way You Lie             | Eminem (feat. Rihanna)            | [ 74 ]                        |
| Settimana 38 (21 settembre)   | Missä muruseni on                | Jenni Vartiainen                  | [ 75 ]                        |  | Settimana 38                  | Missä muruseni on                | Jenni Vartiainen                  | [ 76 ]                        |
| Settimana 39 (28 settembre)   | Vapaa                            | Kaija Koo                         | [ 77 ]                        |  | Settimana 39                  | Vapaa                            | Kaija Koo                         | [ 78 ]                        |
| Settimana 40 (5 ottobre)      | Missä muruseni on                | Jenni Vartiainen                  | [ 79 ]                        |  | Settimana 40                  | Missä muruseni on                | Jenni Vartiainen                  | [ 80 ]                        |
| Settimana 41 (12 ottobre)     | Missä muruseni on                | Jenni Vartiainen                  | [ 81 ]                        |  | Settimana 41                  | Missä muruseni on                | Jenni Vartiainen                  | [ 82 ]                        |
| Settimana 42 (19 ottobre)     | Missä muruseni on                | Jenni Vartiainen                  | [ 83 ]                        |  | Settimana 42                  | Missä muruseni on                | Jenni Vartiainen                  | [ 84 ]                        |
| Settimana 43 (26 ottobre)     | Missä muruseni on                | Jenni Vartiainen                  | [ 85 ]                        |  | Settimana 43                  | Missä muruseni on                | Jenni Vartiainen                  | [ 86 ]                        |
| Settimana 44 (3 novembre)     | Missä muruseni on                | Jenni Vartiainen                  | [ 87 ]                        |  | Settimana 44                  | Missä muruseni on                | Jenni Vartiainen                  | [ 88 ]                        |
| Settimana 45 (10 novembre)    | Missä muruseni on                | Jenni Vartiainen                  | [ 89 ]                        |  | Settimana 45                  | Missä muruseni on                | Jenni Vartiainen                  | [ 90 ]                        |
| Settimana 46 (17 novembre)    | Missä muruseni on                | Jenni Vartiainen                  | [ 91 ]                        |  | Settimana 46                  | Missä muruseni on                | Jenni Vartiainen                  | [ 92 ]                        |
| Settimana 47 (24 novembre)    | Hirmuliskojen yö                 | Hevisaurus                        | [ 93 ]                        |  | Settimana 47                  | Missä muruseni on                | Jenni Vartiainen                  | [ 94 ]                        |
| Settimana 48 (1º dicembre)    | Hirmuliskojen yö                 | Hevisaurus                        | [ 95 ]                        |  | Settimana 48                  | Missä muruseni on                | Jenni Vartiainen                  | [ 96 ]                        |
| Settimana 49 (8 dicembre)     | Hirmuliskojen yö                 | Hevisaurus                        | [ 97 ]                        |  | Settimana 49                  | Missä muruseni on                | Jenni Vartiainen                  | [ 98 ]                        |
| Settimana 50 (15 dicembre)    | Barbra Streisand                 | Duck Sauce                        | [ 99 ]                        |  | Settimana 50                  | Barbra Streisand                 | Duck Sauce                        | [ 100 ]                       |
| Settimana 51 (22 dicembre)    | Hirmuliskojen yö                 | Hevisaurus                        | [ 101 ]                       |  | Settimana 51                  | Missä muruseni on                | Jenni Vartiainen                  | [ 102 ]                       |
| Settimana 52 (29 dicembre)    | Missä muruseni on                | Jenni Vartiainen                  | [ 103 ]                       |  | Settimana 52                  | Missä muruseni on                | Jenni Vartiainen                  | [ 104 ]                       |